# Calophytus
Calophytus is een geslacht van vliegenuit de familie van de viltvliegen (Therevidae). De wetenschappelijke naam van de soort werd voor het eerst geldig gepubliceerd in 2020 door Irwin, Winterton en Metz.

## Soorten
- Calophytus chazeaui Irwin, Winterton & Metz, 2020
- Calophytus grandiosus Irwin, Winterton & Metz, 2020
- Calophytus matilei Irwin, Winterton & Metz, 2020
- Calophytus monteithi Irwin, Winterton & Metz, 2020
- Calophytus schlingeri Irwin, Winterton & Metz, 2020
- Calophytus webbi Irwin, Winterton & Metz, 2020